# Puteaux

Puteaux en la Petite Couronne.

 Puteaux  (AFI: [pyto]) es una ciudad y comuna francesa, en la región de Isla de Francia, departamento de Altos del Sena, en el distrito de Nanterre. La comuna coincide con el cantón homónimo. Su población en el censo de 2005 era de 42 214 habitantes y no está integrada en ninguna Communauté de communes.
En 1956 la ciudad fue laureada, conjuntamente con la alemana Offenbach del Meno, con el Premio de Europa, una distinción otorgada anualmente desde 1955 por el Consejo de Europa a aquellos municipios que hayan hecho notables esfuerzos para promover el ideal de la unidad europea.
La Défense, el moderno barrio de negocios situado al oeste de París, se extiende sobre este municipio. El centro comercial Westflied Les 4 Temps también se encuentra en Puteaux.

## Gobierno
El Bureau d'Enquêtes sur les Événements de Mer tiene su sede en la Tour Voltaire en Puteaux y La Défense.

## Residentes célebres
- Vincenzo Bellini, compositor italiano
- Frantisek Kupka, artista checo

## Demografía
| 1130 | 1140 | 1240 | 1256 | 2916 | 2704 | 3959 | 4346 | 5403 | 7613 | 9428 | 9594 | 12 181 | 15 586 | 15 736 | 17 646 | 19 965 | 24 341 | 29 131 | 32 223 | 33 503 | 37 958 | 38 233 | 43 829 | 37 369 | 41 097 | 39 640 | 37 946 | 35 514 | 36 117 | 42 756 | 40 780 | 43 994 |
| Para los censos de 1962 a 1999 la población legal corresponde a la población sin duplicidades (Fuente: INSEE [Consultar]) |      |      |      |      |      |      |      |      |      |      |      |        |        |        |        |        |        |        |        |        |        |        |        |        |        |        |        |        |        |        |        |        |